# Gurasada
Gurasada is een dorp en gemeente in de regio Transsylvanië, in het Roemeense district Hunedoara. Het ligt aan de rechteroever van de Mureș, 32 km ten westen van Deva. In 1292 wordt het dorp voor het eerst genoemd, onder de naam Zad. De plaatselijke stenen kerk dateert uit de 13e eeuw, de schilderingen aldaar uit 1765. In Gurasada verbouwt men bamboe.

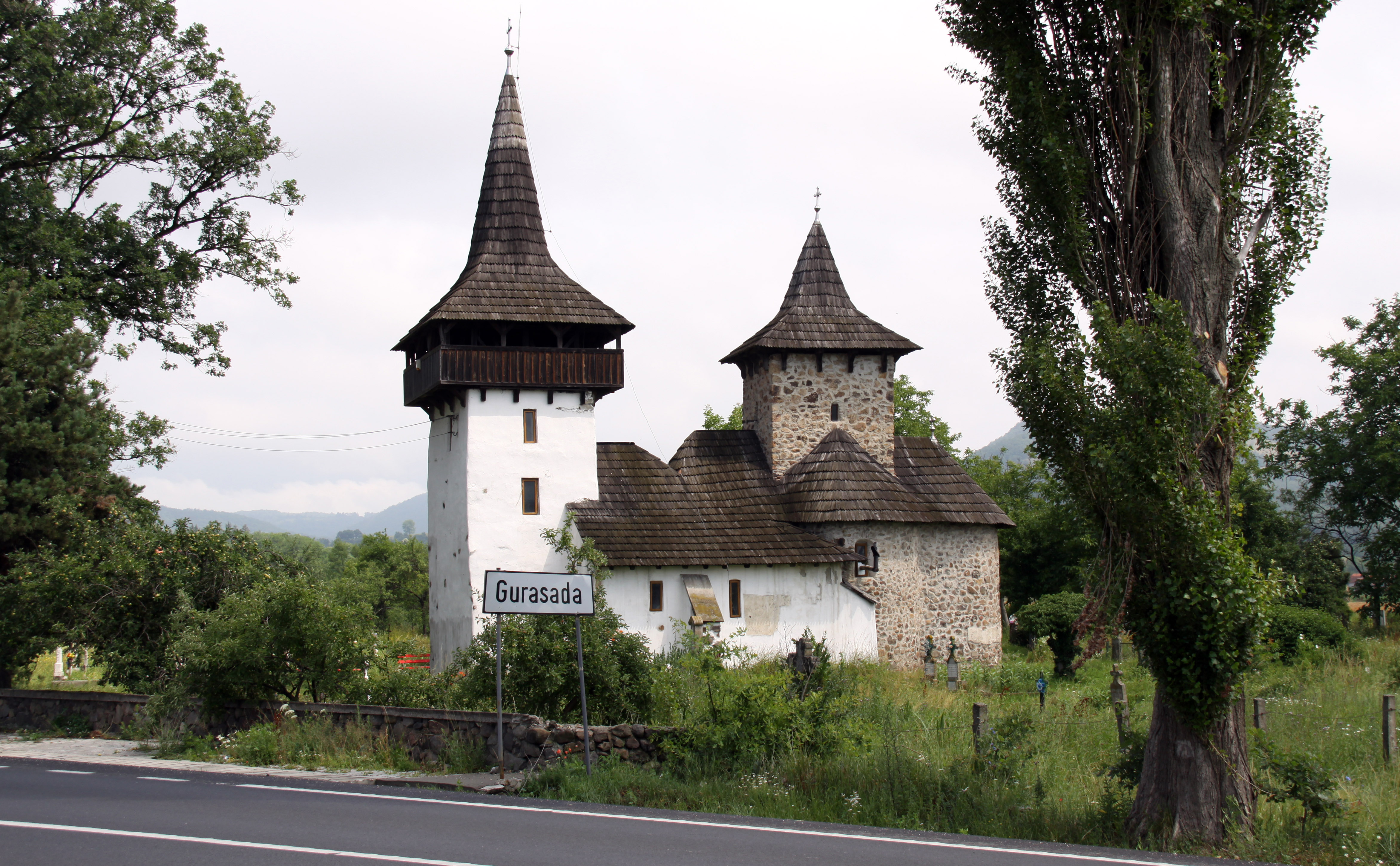
Roemeens Orthodoxe kerk van Gurasada